# Уитни Блейк
Уитни Блейк (англ. Whitney Blake, наст имя Нэнси Энн Уитни, 20 февраля 1926 — 28 сентября 2002) — американская телевизионная актриса, сценарист, режиссёр и продюсер. 

## Биография
Как актриса, Блейк появилась в более 70 телевизионных шоу в гостевых ролях гламурных особ, среди которых были «Перри Мейсон», «Мэверик», «Бонанза» и «Дымок из ствола», а на регулярной основе снималась в ситкоме NBC «Хэйзел» (1961-1965) с Ширли Бут. Вне телевидения она имела ведущую роль в детективном кинофильме 1957 года «Мой пистолет быстр» производства United Artists, а два десятилетия спустя появилась в комедии «Бетси».
Блейк трижды была замужем и имела трёх детей от первого брака, среди которых актриса Мередит Бакстер. На более позднем этапе, Блейк создала ситком «Однажды за один раз» (1975-1984), который был основан на её личном опыте будучи разведённой матерью одиночкой.
В последний год жизни она страдала от рака пищевода и умерла в своем доме осенью 2002 года.